# 岡安肇
岡安 肇（おかやす はじめ、1936年11月29日 - 2014年11月5日）は、日本の男性編集技師。岡安プロモーション創業者。東京都出身。日本映画・テレビ編集協会（J.S.E.）所属。日本映画学校に於いて多数の後進の育成に努めた。

## 作品リスト

### 実写映画
太字は日本アカデミー賞編集賞受賞作。
- 恋狂い （1971年）
- 楢山節考 （1983年）
- あいつに恋して （1987年）
- 女衒 ZEGEN （1987年）
- 黒い雨 （1989年）
- らせんの素描 （1991年）
- うなぎ （1997年）
- 大往生 （1998年）
- カンゾー先生 （1998年）
- 青の瞬間 （2001年）
- 赤い橋の下のぬるい水 （2001年）
- 竜二Forever （2002年）
- 燃ゆるとき THE EXCELLENT COMPANY （2006年）

### アニメ映画
映画クレヨンしんちゃんシリーズ
- アクション仮面VSハイグレ魔王 （1993年）
- ブリブリ王国の秘宝 （1994年）
- 雲黒斎の野望 （1995年）
- ヘンダーランドの大冒険 （1996年）
- 暗黒タマタマ大追跡 （1997年）
- 電撃!ブタのヒヅメ大作戦 （1998年）
- 爆発!温泉わくわく大決戦 （1999年）
- 嵐を呼ぶジャングル （2000年）
- 嵐を呼ぶ モーレツ!オトナ帝国の逆襲 （2001年）
- 嵐を呼ぶアッパレ!戦国大合戦 （2002年）
- 嵐を呼ぶ!夕陽のカスカベボーイズ （2004年）
- 伝説を呼ぶブリブリ 3分ポッキリ大進撃 （2005年）
- 伝説を呼ぶ 踊れ!アミーゴ! （2006年）
- 嵐を呼ぶ 歌うケツだけ爆弾! （2007年）

ドラえもんシリーズ
- ドラミちゃん ミニドラSOS!!! （1989年）
- ドラミちゃん アララ・少年山賊団 （1991年）
- ドラミちゃん ハロー恐竜キッズ!! （1993年）
- ドラえもん のび太と夢幻三剣士（1994年）
- ドラミちゃん 青いストローハット （1994年）　※岡安プロモーション名義
- ドラえもん のび太の創世日記 （1995年）
- 2112年 ドラえもん誕生 （1995年）
- ドラえもん のび太と銀河超特急 （1996年）
- ドラミ&ドラえもんズ ロボット学校七不思議!? （1996年）
- ドラえもん のび太のねじ巻き都市冒険記 （1997年）
- ザ☆ドラえもんズ 怪盗ドラパン謎の挑戦状! （1997年）
- ドラえもん のび太の南海大冒険 （1998年）
- ザ☆ドラえもんズ ムシムシぴょんぴょん大作戦! （1998年）
- 帰ってきたドラえもん （1998年）
- ドラえもん のび太の宇宙漂流記 （1999年）
- ザ☆ドラえもんズ おかしなお菓子なオカシナナ? （1999年）
- のび太の結婚前夜 （1999年）
- ドラえもん のび太の太陽王伝説 （2000年）
- ザ☆ドラえもんズ ドキドキ機関車大爆走! （2000年）
- おばあちゃんの思い出 （2000年）
- ドラえもん のび太と翼の勇者たち （2001年）
- がんばれ!ジャイアン!! （2001年）
- ドラえもん のび太とロボット王国 （2002年）
- ぼくの生まれた日 （2002年）
- ドラえもん のび太とふしぎ風使い （2003年）
- ドラえもん のび太のワンニャン時空伝 （2004年）

その他
- ピノキオより ピコリーノの冒険 （1976年）
- ドカベン （1977年）
- ドカベン 甲子園への道 （1977年）
- 野球狂の詩 北の狼南の虎 （1979年）
- 母をたずねて三千里 （1980年） - 構成監督
- 忍者ハットリくん ニンニン忍法絵日記の巻 （1982年）
- 黒い雨に打たれて （1984年）
- 忍者ハットリくん+パーマン 忍者怪獣ジッポウVSミラクル卵 （1985年）
- キャプテン翼 ヨーロッパ大決戦 （1985年）
- キャプテン翼 危うし!全日本Jr. （1985年）
- プロゴルファー猿 スーパーGOLFワールドへの挑戦!! （1986年）
- キャプテン翼 明日に向って走れ! （1986年）
- オバケのQ太郎 とびだせ!バケバケ大作戦 （1986年）
- ハイスクール!奇面組 （1986年）
- キャプテン翼 世界大決戦!! Jr.ワールドカップ （1986年）
- プロゴルファー猿 甲賀秘境!影の忍法ゴルファー参上! （1987年）
- オバケのQ太郎 とびだせ!1/100大作戦（1987年）
- シーキャット （1988年）
- エスパー魔美 星空のダンシングドール （1988年）
- ウルトラB ブラックホールからの独裁者B・B!! （1988年）
- チンプイ エリさま活動大写真 （1990年）
- ペリーヌ物語 （1990年）
- 21エモン 宇宙いけ!裸足のプリンセス （1992年）
- ウメ星デンカ 宇宙の果てからパンパロパン! （1994年）
- 幽☆遊☆白書 冥界死闘篇 炎の絆 （1994年）
- 土俵の鬼たち （1994年）
- 餓狼伝説 -THE MOTION PICTURE- （1994年）
- エルマーの冒険 （1997年）
- Pa-Pa-Pa ザ★ムービー パーマン （2003年）
- ふたつの胡桃 （2007年）<TVM>

### テレビアニメ
- 草原の少女ローラ （1975年）
- ピコリーノの冒険 （1976年）
- ドカベン （1976年 - 1979年）
- 大雪山の勇者 牙王（1978年）
- ドラえもん （1979年 - 2005年）
- まえがみ太郎 （1979年）
- トンデモネズミ大活躍 （1979年）[6]
- 名犬ジョリィ （1981年）
- まんが日本史 （1983年）
- ハイスクール!奇面組 （1985年 - 1987年）
- ボスコアドベンチャー （1986年）
- 美味しんぼ （1988年 - 1992年）
- おぼっちゃまくん （1989年 - 1992年）
- 笑ゥせぇるすまん （1989年 - 1992年）
- 八百八町表裏 化粧師 （1990年 - 1991年）
- ハイスクールミステリー学園七不思議 （1991年）
- クレヨンしんちゃん （1992年 - 2007年）
- まぼろしまぼちゃん （1992年）
- ツヨシしっかりしなさい （1992年 - 1994年）
- キャプテン翼J （1994年 - 1995年）
- 魔法騎士レイアース(1994年 - 1995年)
- 水色時代 （1996年 - 1997年）
- 忍ペンまん丸 （1997年）
- 発明BOYカニパン （1998年）
- 超発明BOYカニパン （1999年）
- 野坂昭如 戦争童話集シリーズ （2002年 - 2007年）

### テレビドラマ
- スーパーロボット マッハバロン （1974年）

## 受賞歴
- 1990年 第13回日本アカデミー賞：最優秀編集賞『黒い雨』
- 1998年 第21回日本アカデミー賞：優秀編集賞『うなぎ』
- 1999年 第22回日本アカデミー賞：優秀編集賞『カンゾー先生』[7]
- 2011年 文化庁映画賞：映画功労表彰部門（映画編集分野）[8]